# Tika de Jonge
Tika de Jonge (Zierikzee, 11 marzo 2003) è un calciatore olandese, centrocampista del Groningen.

## Carriera
de Jonge è cresciuto nelle giovanili del Groningen, che lo ha acquistato nel 2020 dal NAC Breda; ha debuttato in prima squadra il 20 ottobre 2023 nell'incontro di Eerste Divisie perso 2-1 contro il De Graafschap. Con 9 presenze totali contribuisce alla promozione del club in Eredivisie, campionato in cui esordisce nella stagione 2024-2025.

## Statistiche

### Presenze e reti nei club
Statistiche aggiornate al 30 agosto 2024.’’
| Stagione        | Squadra         | Campionato      | Campionato | Campionato | Coppe nazionali | Coppe nazionali | Coppe nazionali | Coppe continentali | Coppe continentali | Coppe continentali | Altre coppe | Altre coppe | Altre coppe | Totale | Totale |
| Stagione        | Squadra         | Comp            | Pres       | Reti       | Comp            | Pres            | Reti            | Comp               | Pres               | Reti               | Comp        | Pres        | Reti        | Pres   | Reti   |
| --------------- | --------------- | --------------- | ---------- | ---------- | --------------- | --------------- | --------------- | ------------------ | ------------------ | ------------------ | ----------- | ----------- | ----------- | ------ | ------ |
| 2023-2024       | Groningen       | 1D              | 9          | 0          | CO              | 2               | 0               |                    | -                  | -                  |             | -           | -           | 11     | 0      |
| 2024-2025       | Groningen       | ED              | 4          | 0          | CO              | 0               | 0               |                    | -                  | -                  |             | -           | -           | 4      | 0      |
| Totale carriera | Totale carriera | Totale carriera | 13         | 0          |                 | 2               | 0               |                    | -                  | -                  |             | -           | -           | 15     | 0      |